# Bobby Freeman
Robert Thomas "Bobby" Freeman (13 de jumio de 1940 - 23 de enero de 2017) fue un cantante, compositor y productor discogáfico afroestadounidense, afincado en San Francisco, California. Sus éxitos más conocidos fueron "Do You Want to Dance" de 1958 y"C'mon and Swim" de 1964.

## Biografía
Nació en el Condado de Alameda y creció en San Francisco, California, donde asistió a la Mission High School. Comenzó a cantar en una banda de doo-wop llamada, the Romancers, siendo todavía adolescente y con ellos realizó su primera grabación para Dootone Records en 1956. Sin embargo, el grupo se separó y Freeman comenzó a cantar con una nueva banda, the Vocaleers.
Freeman escribió numerosas canciones, que grabó en varias maquetas. En una de ellas se incluía el tema "Do You Want to Dance", que fue escuchado por Mortimer Palitz un ejecutivo de Jubilee Records. Palitz le ofreció un contrato con su sello y grabó de nuevo el tema en Nueva York con músicos de sesión como el guitarrista Billy Mure.  Lanzado como sencillo por el sello subsidiario Josie, "Do You Want to Dance" rápidamente llegó al número 5 de la lista Billboard Hot 100 y al número 2 de la lista R&B chart a principios de 1958, cuando Freeman tan solo contaba con 17 años de edad7. La canción fue posteriormente versionada, bajo el título de "Do You Wanna Dance" por artistas como Del Shannon, the Beach Boys, Johnny Rivers, Bette Midler, John Lennon, Cliff Richard, Marc Bolan & T.Rex, the Mamas & The Papas, Bobby Vee y the Ramones.
Freeman apareció en el programa de televisión American Bandstand y salió de gira acompañando a músicos como Fats Domino, the Coasters y Jackie Wilson. Continuó cosechando éxitos como "Betty Lou Got a New Pair of Shoes" y "Need Your Love". En 1960 firmó con King Records, alcanzando el éxito con el sencillo "Shimmy Shimmy". Sin embargo, numerosas grabaciones de Freeman para King durante los primeros años 60 quedaron inéditas por razones nunca explicadas y no volvió a entrar en las listas de éxitos hasta 1964, cuando fichó por la discográfica Autumn Records, alcanzando la lista de los diez más populares de nuevo con "C'mon and Swim". La canción fue escrita junto al disk jockey de radio y dueño del sello Tom Donahue y el entonces joven Sylvester Stewart, más tarde conocido como Sly Stone, quien además actuó de productor. El último éxito de Freeman fue "S-W-I-M", a finales de 1964.
En 1964, Bobby Freeman actuó en el Condor Club de San Francisco donde Carol Doda realizaba un espectáculo en topless.  Freeman continuó lanzando sencillos con pequeños sello locales hasta bien entrados los años 70, sin cosechar a penas éxito.
Falleció por causas naturales el 23 de enero de 2017.

## Discografía

### Álbumes
- 1958 Do You Wanna Dance (Jubilee)
- 1959 Get in the Swim (Josie)
- 1960 Lovable Style of Bobby Freeman (King)
- 1964 C'mon and Swim (Autumn)

### Sencillos
| Año  | Sencillo                            | Posicionamiento | Posicionamiento |
| Año  | Sencillo                            | US Pop          | US R&B          |
| ---- | ----------------------------------- | --------------- | --------------- |
| 1958 | "Do You Want to Dance"              | 5               | 2               |
| 1958 | "Betty Lou Got a New Pair of Shoes" | 37              | 20              |
| 1958 | "Need Your Love"                    | 54              | 29              |
| 1959 | "Mary Ann Thomas"                   | 90              | -               |
| 1959 | "Ebb Tide"                          | 93              | -               |
| 1960 | "(I Do the) Shimmy Shimmy"          | 37              | -               |
| 1961 | "The Mess Around"                   | 89              | -               |
| 1964 | "C'mon and Swim"                    | 5               | *               |
| 1964 | "S-W-I-M"                           | 56              | *               |